# Pilea losensis
Pilea losensis är en nässelväxtart som beskrevs av Ellsworth Paine Killip. Pilea losensis ingår i släktet pileor, och familjen nässelväxter. Inga underarter finns listade i Catalogue of Life.